# E4グループ
公開株式会社E4グループ（ロシア語: ОАО «Группа Е4»、英語: E4 Group）は、ロシア最大のエンジニアリング会社。RU-COMグループの傘下にある。本社はモスクワ。
E4グループは、2009年現在、様々なロシアの工学技術系企業ランキングで上位に位置する。例えば、『生産管理』誌（журнала «Управление производством»）のロシアエンジニアリング企業部門では第1位であった。その他では、『エキスパート』誌（журнала «Эксперт»）の「エキスパート400位」では164位、『ファイナンス』誌（журнала «Финанс»）の「ロシアの上位500社」では500社中、185位であった。